# Manuel García de la Prada
Manuel García de la Prada (ur. 1 stycznia 1768 w Madrycie, zm. 1839) – hiszpański przedsiębiorca, człowiek oświecenia i kolekcjoner sztuki. 
Sprawował funkcję alcalde-corregidora – królewskiego komisarza administracji i sądownictwa Madrytu, a także kwatermistrza wojska. W 1812 został członkiem Królewskiej Akademii Sztuk Pięknych św. Ferdynanda. Był przyjacielem malarza Francisca Goi, został przez niego sportretowany ok. 1805–1808. Posiadał także pięć obrazów artysty – cztery z serii Święta i zwyczaje: Trybunał Inkwizycji, Procesja biczowników, Dom wariatów, Walka byków w miasteczku oraz Pogrzeb sardynki, które przekazał Akademii w swoim testamencie. Został odznaczony Orderem Karola III.